# Сичов Дмитро Вікторович
Сичов Дмитро Вікторович (5 вересня 1972, м Запоріжжя, УРСР, СРСР — 20 серпня 2010, м Запоріжжя, Україна) — міський голова м Мелітополь в 2006—2010 рр. Кандидат юридичних наук (2009).

## Біографія

### Освіта
- В 1996 закінчив Таврійську державну агротехнічну академію, спеціальність «Економіка підприємств», кваліфікація «економіст-фінансист».

- В 2003 закінчив  Національний університет внутрішніх справ, спеціальність «Правознавство», кваліфікація «юрист»;

- В 2005 закінчив магістратуру Інституту політичних наук при  Національної академії наук України, спеціалізація «Теорія і технологія державного управління та місцевого самоврядування».

### Кар'єра
- З 1996, після закінчення академії, старший державний інспектор в Державній податковій інспекції по м  Мелітополю.

- З 1998 р головний податковий ревізор-інспектор у відділі документальних перевірок Державної податкової адміністрації у м  Мелітополі.

- 1999 р начальник комунального підприємства «Мелітопольське межгорожское бюро технічної інвентаризації».

- З березня 2002 депутат Мелітопольської міської ради; заступник голови постійної комісії Мелітопольської міської ради з питань земельних ресурсів, екології та використання природних ресурсів; член комісії з оренди комунального майна, громадської комісії з житлових питань.

- З 2003 р член правління Всеукраїнської асоціації фахівців з питань реєстрації прав власності на нерухоме майно та технічної інвентаризації нерухомості.

- З березня 2006 р міський голова міста Мелітополь.

- 9 листопада 2009 виключений з  Партії регіонів — «за завдання шкоди репутації Партії регіонів».[1]
- 12 листопада 2009 депутати-регіонали міської ради Мелітополя передумали виключати Сичова з "Партії регіонів".

4 серпня 2010, в 00 ч. 50 хв. на 313 км траси М18 Харків — Сімферополь — Алушта — Ялта біля села Григорівка машина міського голови потрапила в ДТП. Д. Сичов був доставлений в Запорізьку обласну клінічну лікарню, де і помер 20 серпня 2010. За фактом ДТП і смерті Сичова було збуджено кримінальну справу.
Прощання із загиблим міським головою відбулося в неділю, 22 серпня, у мелітопольському  БК ім. Шевченка. Згідно з розпорядженням міської влади, в Мелітополі були вивішені приспущені державні прапори з траурною стрічкою. Слова співчуття висловили Президент України Віктор Янукович, єпископ  Запорізький і Мелітопольський  УПЦ (МП)  Йосип. 21 серпня в  запорізькому обласному театрі імені Магара пам'ять Дмитра Сичова вшанували хвилиною мовчання.
У серпні 2010 р депутати Мелітопольської міськради проголосували на сесії за те, щоб присвоїти звання «Почесний громадянин Мелітополя» — посмертно — Віктору Сичову (батьку), мелітопольського міському голові в 1998—2002 рр., І Дмитру Сичову (синові), міському голові Мелітополя в 2006—2010 рр

### Нагороди
Відомчі нагороди:
- Ювілейна медаль «За розвиток Запорізького краю» (2007)
- Медаль «15 років Збройним Силам України» (2007)
- Нагорода Військово-меморіального Центру Збройних Сил РФ (2009)
- Почесна грамота Ради Міжпарламентської Асамблеї держав — учасниць СНД (2009)

Ордена  Української Православної Церкви (Московського патріархату):
- Вмч. Георгія Побідоносця I ступеня (2007)
- Орден преп. Іллі Муромця III ступеня. (2009)

Почесні звання:
- Почесний громадянин Мелітополя (2010, посмертно)